# Rustavi
Rustavi (georgià: რუსთავი) és una ciutat localitzada al sud-est de Geòrgia, en la província de Kartli, situada a 25 km al sud-est de la capital Tbilisi. Sorgeix a la vora del riu Kura. La seva població estimada l'any 2002 era de 100.000 persones.

## Història
La ciutat va ser fundada el 1948 com llar de treballadors d'una planta metalúrgica propera, construïda entre 1941 i 1950 per a processar ferro de la veïna Azerbaidjan. El seu nom va ser pres d'un antic poble proper que va ser destruït pel líder mongol Tamerlà al voltant de 1400. Rustavi es va convertir des de llavors en un important centre industrial de la regió transcaucàsica. Les principals indústries són el fresat de ferro i acer i la manufactura de productes metàl·lics i químics. La caiguda de la Unió Soviètica el 1991 va suposar el desastre para Rustavi, causant el col·lapse de l'economia integrada soviètica de la qual depenia la ciutat. Actualment, moltes plantes industrials han cessat i el 65% de la població de la ciutat està aturada, amb diversos problemes socials. La població es va reduir de 160.000 a mitjan 1990 fins a 100.000 en 2002.